# Ferdinand Münz
Ferdinand Münz (* 23. Juni 1888 in Krakau; † 16. August 1969 in Glashütten im Hochtaunuskreis) war ein österreichischer Chemiker.

## Leben
Ferdinand Münz war der Sohn von Michael und Bertha Münz. Er hatte zwei Brüder, Stefan und Ernest, der in die USA emigrierte und Anwalt in New York City wurde, und eine Schwester Amelie, die im Holocaust umkam. Die Familie war jüdisch und es wurde dort polnisch gesprochen. 1898 zog die Familie nach Wien und Ferdinand Münz wählte nach dem Zusammenbruch von Österreich-Ungarn 1919 die österreichische Staatsbürgerschaft. Münz studierte nach dem Abitur an der Staatsrealschule im 5. Distrikt und Wehrdienst 1906 an der TU Wien Chemietechnik. 1909 erfolgte die erste Staatsprüfung und 1910 erhielt er den Titel eines Ingenieurs. 1911 wurde er bei Eugen Bamberger und Hermann Suidas (1887–1973) promoviert, wobei er die Prüfung erst im zweiten Anlauf bestand. Die Dissertation lautete Synthese eines Anthranolindigos und des entsprechenden Schwefel-Indigo und bestimmte schon das Wirkungsfeld seiner künftigen Tätigkeit, Textilfarbstoffe und Textilfärbung. In der Dissertation bedankte er sich auch bei seinem akademischen Lehrer Paul Friedlaender, einem Schüler von Adolf von Baeyer, für den Vorschlag der Dissertation und Rat. Adolf von Baeyer synthetisierte Indigo und Friedländer Thioindigo (Thema der Dissertation von Münz). Nach seiner Promotion ging er nach Deutschland in die Industrie, zuerst bei Pongs und Zahn in Viersen bei Düsseldorf. Im Mai 1914 ging er zur Firma Leopold Cassella in deren Hauptfabrik in Fechenheim, später Teil von I. G. Farben. 1927 kam er an das von Georg Kalischer geleitete Zentrallabor der Firma in Fechenheim (heute Teil von Maintal). Seine Hauptforschung galt Textilfärbung. Er wohnte in Fechenheim-Mainkur und Frankfurt am Main. Vom 25. November bis 1. Dezember 1938 war er im KZ Buchenwald interniert. Ende der 1930er Jahre heiratete er Maria Ewald (1897–1964), die nicht jüdisch war und mit der er zwei Kinder hatte, Ferdinand Münz junior und Ilse Münz. Die Familie lebte nahe dem IG Farben Hauptquartier in Frankfurt. Als Jude konnte Münz nicht offen Forschung betreiben, arbeitete aber eng mit Otto Bayer von IG Farben zusammen. Er blieb mit ihm seit gemeinsamer Zeit bei Cassella in Frankfurt befreundet und ihre Zusammenarbeit bei Patenten dauerte bis in die 1960er Jahre. Inzwischen hatte er aufgrund seiner Patente und seiner Forschung einen bedeutenden Ruf, seine Patente erschienen in der Zeit des Nationalsozialismus aber häufig ohne seine Nennung. Am 18. Februar 1945 kam er in das KZ Theresienstadt, aber schon vor dessen Befreiung durch die Sowjetunion am 9. April wieder entlassen. Teilweise war das dem Wirken seiner Frau zu danken, teilweise dem Einfluss der IG Farben, für die er unmittelbar weiter arbeitete. Ende 1945 zog er nach Stammheim bei Köln und arbeitete für deren Ableger in Leverkusen, den späteren Bayer-Werken, wo sein Freund Otto Bayer das Forschungslabor leitete. In den Jahren nach 1945 arbeitete er eng mit dem späteren Nobelpreisträger Kurt Alder zusammen, der Leiter der Forschung in Leverkusen wurde. 1949 veröffentlichten sie eine Arbeit über Diensynthese. Alder arbeitete an Synthesekautschuk mit Butadien, wofür das von Münz in den 1930er Jahren entwickelte EDTA verwendet wurde. 1956 ging er in den Ruhestand. 1957 besuchte er die USA.

## EDTA
Münz synthetisierte 1935 bei der IG Farben erstmals EDTA (Ethylendiamintetraessigsäure). Er war zudem der erste, der ein Verfahren zur EDTA-Synthese patentieren ließ: anonym in Deutschland im Jahre 1935 sowie 1936 und 1937 unter seinem Namen in den USA. Sein Ziel war es, einen Zitronensäureersatz herzustellen, um die Abhängigkeit Deutschlands von Importen chemischer Produkte aus dem Ausland zu verringern. Münz bemerkte, dass eine Aminocarbonsäure als Komplexbildner viel besser funktioniert als Zitronensäure. Er folgerte daraus, dass eine Polyaminopolycarbonsäure noch besser geeignet wäre.